# 长林镇
长林镇是一个已经撤销的行政区划，曾隶属于中国陕西省汉中市勉县。2011年，汉中市人民政府申请撤销长林镇，辖区已经划归老道寺镇。

## 行政区划
长林镇曾下辖以下行政区：
长寨村、范寨村、小白坡村、汤谷村、季寨村、杨寨村、南营村。